# Trichophaea
Trichophaea är ett släkte av svampar. Trichophaea ingår i familjen Pyronemataceae, ordningen skålsvampar, klassen Pezizomycetes, divisionen sporsäcksvampar och riket svampar.